# 望月嘉一
望月 嘉一（もちづき よしかず、1902年（明治35年）11月7日 - 1968年（昭和43年）6月16日）は、日本の海軍軍人。最終階級は海軍大佐。

## 戦前
1902年（明治35年）11月7日、農業、望月徳次郎、せきの第七子(四男)として山梨県南巨摩郡万沢村日向集落（現南巨摩郡南部町万沢）に生まれる。小学校高等科卒業後、一年間は家業である農業に従事しながら兄と共に独学し、上京。新聞配達員として仕事をしながら私立中学校の夜学へ通いこれを修了。1922年（大正11年）8月、19歳で海軍兵学校に第53期生として入学、1925年（大正14年）7月、卒業し海軍少尉候補生として練習艦磐手乗組、1926年（大正15年）12月1日付で海軍少尉に任官、戦艦長門乗組。1928年（昭和3年）、海軍中尉、1930年（昭和5年）、海軍人事局局長の松下元海軍中将の長女、千枝と結婚。1931年（昭和6年）、海軍大尉。長女敦子出生。1935年（昭和10年）、海軍大学校甲種学生。1937年（昭和12年）、同校を卒業、駆逐艦朝霧砲術長、海軍少佐。戦艦霧島分隊長。1940年（昭和15年）、支那事変の功により勲四等旭日小綬章及び賜金を授与される。海軍省人事局局員、1941年（昭和16年）2月4日の第76回帝國議会衆議院兵役法中改正法律案外二件委員会において説明員として出席、発言を行うほか、考課表の改正などに携わった。

## 戦中
- 1942年（昭和17年）中華民国方面、ニューブリテン島方面に出張、海軍中佐。
- 1943年（昭和18年)1月-練習巡洋艦香椎砲術参謀、第一南遣艦隊参謀。
- 1944年（昭和19年）10月-重度の胸膜炎を発病。即日シンガポールの第101病院に入院。横須賀鎮守府附に転補。(後任は菊田志郎中佐)
- 甥がルソン島で戦死。
- 1945年(昭和20年)1月-トレテスの第102病院の分院へ転院。
- 甥がレイテ島で戦死。海軍大佐、従五位。勲三等綬章。予備役編入。

## 戦後
1946年（昭和21年）3月-親類の紹介で渡辺製鋼所庶務課長、1948年（昭和23年）9月、秀美堂印刷株式会社常務取締役。1959年（昭和34年）、三笠保存会副長。
1968年（昭和43年）6月16日-午前2時15分、心不全のため死去。享年65歳。

## 人物
- 戦後は俳句、日本画、歌謡、ダンスなどを嗜む。一空のペンネームで多くの作品が残され、これは後に遺稿集として遺族によって纏められる。
- 望月は三笠保存会発足以来、副長として広報活動などを行った。天皇皇后の三笠幸啓を心待ちにしていたが、一度目の訪問は昭和天皇が風邪を患ったことで、二度目は横須賀のある神奈川県が日照りによる水不足に見舞われていたことによって延期された。三度目の幸啓は昭和43年6月17日に実現したが、望月は前日に死去したためこの報を知ることはなく、死去の直前まで「陛下、陛下…」と呟いていたという。